# Pericoma calcilega
Pericoma calcilega és una espècie d'insecte dípter pertanyent a la família dels psicòdids que es troba a Europa: la Gran Bretanya, França, Alemanya, Àustria, Txèquia i Hongria.